# Suco Laran
Suco Laran ist eine Aldeia des Sucos Camea (Verwaltungsamt Cristo Rei, Gemeinde Dili). 2015 lebten in Suco Laran 1149 Einwohner.

## Lage und Einrichtungen
Suco Laran liegt im Osten des Sucos Camea. Südlich von Suco Laran, jenseits der Rua Fatu-Ahi, befinden sich die Aldeias Aidac Bihare und Buburlau. Im Westen grenzt Suco Laran an die Aldeia Bedois und im Norden an die Aldeia Ailele Hun. Im Osten liegt der Suco Hera.
In Suco Laran befindet sich die Polizeistation Fatu Ahi.